# Kidin-Ḫutran II.
Kidin-Ḫutran II. war ein elamitischer König der sogenannten Igiḫalkiden-Dynastie (etwa 1400–1210 v. Chr.). Von ihm ist nur wenig bekannt. Er war der Sohn von Untaš-Napiriša und dessen kassitischer Gemahlin. Sein Nachfolger wurde sein Sohn Napiriša-untaš. Er mag mit Kidin-Ḫutran III. identisch sein.